# Saint-Aubin-Rivière
Saint-Aubin-Rivière är en kommun i departementet Somme i regionen Hauts-de-France i norra Frankrike. Kommunen ligger i kantonen Oisemont som tillhör arrondissementet Abbeville. År 2022 hade Saint-Aubin-Rivière 116 invånare.

## Befolkningsutveckling
Antalet invånare i kommunen Saint-Aubin-Rivière
| Referens: INSEE |